# Ulughbegsaurus
Ulughbegsaurus („Ulugbegův ještěr/plaz“) byl rod karcharodontosaurního teropoda, žijícího v období počátku pozdní křídy (geologický věk turon, asi před 92 miliony let) na území dnešního Uzbekistánu (geologické souvrství Bissekty).

## Objev a popis
Fosilie tohoto dinosaura byly objeveny již v 80. letech 20. století při paleontologických expedicích na území Uzbekistánu. Holotyp nese označení UzSGM 11-01-02, další dva exempláře byly identifikovány později. Typový exemplář byl ve sbírkách Státního geologického muzea Uzbekistánu v Taškentu znovuobjeven v roce 2019. Formálně byl pak typový druh Ulughbegsaurus uzbekistanensis popsán v září roku 2021. Rodové jméno odkazuje ke středověkému vládci a zároveň badateli v přírodovědných oborech Ulugbegovi.
Podle velikosti dochovaných fragmentů kostry je pravděpodobné, že Ulughbeg byl poměrně velkým karcharodontosaurem s délkou těla v rozmezí 7,5 až 8 metrů a hmotností kolem 1000 kilogramů. Byl tedy výrazně větší než tyranosauroid druhu Timurlengia euotica, žijící ve stejném ekosystému.

## Pochybnosti
Koncem roku 2022 byla zveřejněna odborná práce, podle které byl v sedimentech souvrství Bissekty objeven také obří článek prstu neznámého druhu dromeosaurida. Fosilní materiál ulughbega přitom může ve skutečnosti patřit tomuto neznámému teropodovi.